# Jean Lekeux
Pour les articles homonymes, voir Lekeux.
Jean Lekeux, né le 21 février 1894 à Arlon et décédé le 3 juillet 1961 à Etterbeek fut un homme politique rexiste.
Lekeux fut officier; ensuite il fut élu sénateur de l'arrondissement de Verviers (1936-1939).

## Sources
- Bio sur ODIS